# ونلینگ تان مونفاردینی
ونلینگ تان مونفاردینی (انگلیسی: Wenling Tan Monfardini؛ زادهٔ ۱۹۷۲) یک بازیکن تنیس روی میز اهل جمهوری خلق چین است. 
وی در مسابقات کشوری و بین‌المللی در مجموع برنده ۲ مدال طلا، ۳ مدال نقره، ۳ مدال برنز شده‌است.